# 石井茂清
石井 茂清（いしい しげきよ）は、安土桃山時代から江戸時代初期にかけての武将。肥前国の戦国大名龍造寺氏の重臣。佐賀藩主鍋島氏の家老。
初代藩主鍋島勝茂から偏諱を授けられ、茂清と名乗る。通称は清五左衛門尉、縫殿助。

## 来歴
龍造寺氏や鍋島氏の重臣石井壱岐守茂利の次男として誕生。兄の源右衛門尉家利が天正12年（1584年）の沖田畷の戦いで戦死したため、継嗣となる。
佐賀藩祖鍋島直茂に仕え、父茂利と共に家老を務めた。
文禄・慶長の役では、鍋島直茂・勝茂父子に従って朝鮮半島に渡り、約1,000人の将兵を率いて李惟一隊と交戦し、功をあげた。
帰国後、直茂・勝茂父子を支えて代官などを務め、佐賀藩成立期における藩政の確立に貢献した。
元和元年（1614年）、大坂夏の陣に出陣し、勝茂の使者として徳川家康と面会した。
元和7年（1621年）、一門の石井与左衛門に奸計があることが発覚する。勝茂は寄親の茂清に対し、与左衛門を上意討ちにするよう命じた。
茂清は家来伊東彦右衛門を伴い、与左衛門の屋敷を訪れたが、与左衛門が抵抗して激しく刀を交える。暗闇の中、彦右衛門が誤って茂清を斬りつけてしまい、茂清は与左衛門を討ち果たすも、その傷がもとで死去した。
勝茂は茂清の死を惜しみ、直ちに茂清の養子塩童（弥七左衛門正之）、実子倉法師（兵庫助孝成）を召し出して家督相続を下命した。家督は実子の孝成が継ぎ、正之は別家を立てた。
孝成以降、子孫は知行1,250石（物成500石）を相伝し着座の家格をもって遇され、石井寄合衆の大組頭も世襲している。

## 参考資料
- 『葉隠』